# Johannes Baptista Abessinus
Johannes Baptista Abessinus (Giovanni Battista Abissino / Giovanni Battista Negro; * 1509/14 auf Zypern; † 1565/55) war zypriotischer Äthiopier, katholischer Bischof und päpstlicher Nuntius.

## Leben und Wirken
Johannes stammte aus einer von Ägypten nach Zypern übergesiedelten Äthiopierfamilie. 1538 wurde er vom Bischof der Kopten auf Zypern zum Priester für die dortige Äthiopierkolonie geweiht und feierte für sie die Liturgie im äthiopischen Ritus. Im venezianischen Capodistria begann er um 1540, nach eigenen Angaben mit Erlaubnis des Pietro Paolo Vergerio, die Messfeier in Latein zu zelebrieren. In Rom fand er bald Aufnahme als Kaplan im Hause des Kardinals Gian Pietro Carafa, nachmals Papst Paul IV. Dort übersetzte er 1547 die äthiopische Messliturgie in das Lateinische (verschollen). Wegen Zweifeln an der Gültigkeit der ihm in der Heimat durch einen koptischen Bischof gespendeten Sakramente empfing er unter Papst Julius III. die Firmung und sämtliche Weihen erneut nach römisch-katholischem Ritus.
1560 war er Vorsteher des Klosters S. Stefano dei Mori im Vatikan. Wegen seiner Sprachkenntnisse, besonders des Arabischen, diente er Papst und Kardinälen als Dolmetscher. 1562 übersetzte er das Glaubensbekenntnis des chaldäischen Patriarchen Abdisho IV. Maron in das Lateinische. Am 10. März 1565 sandte ihn Papst Pius IV. als päpstlichen Nuntius in den Orient zur Übermittlung der Beschlüsse des Konzils von Trient an die ostkirchlichen Patriarchen der Armenier, Syrer, Chaldäer und Maroniten. Zur Erhöhung seiner Autorität wurde er zuvor in Rom zum katholischen Äthiopierbischof für Zypern (episcopus Sancti Salvatoris in Cypro) ordiniert und führte den Titel "Patriarcha totius nationis Abessinae".
Er starb wahrscheinlich bald danach auf Zypern.